# Chiesa di San Pasquale (Taranto)
La chiesa di San Pasquale è un luogo di culto cattolico situato nel borgo umbertino di Taranto.

## Storia
Al tempo della costruzione del convento, gli Alcantarini dovettero superare numerosi ostacoli per la sua realizzazione, sia da parte del vicino convento Sant'Antonio dei Frati Minori Riformati e dei Carmelitani del convento del Carmine, sia da parte del Clero Diocesano. Ma il 31 maggio 1736 il sindaco Giovanni Delli Ponti e alcuni eletti tarentini si impegnarono col Provinciale Padre Bernardo della Concezione alla fondazione della casa religiosa. La realizzazione e costruzione dell'intero stabile la si deve ad un frate non sacerdote, Fra Serafino Carrozzini della Concezione da Soleto, che, col suo carisma, riuscì ad ottenere da Carlo III di Borbone e dalla Regina Maria Amalia di Sassonia, nel 1747, il decreto per la fondazione del convento, un sussidio di centottanta ducati per la fraternità alcantarina e il consenso di papa Benedetto XIV.
Il convento ottenne dai reali borbonici, che provvidero anche con elargizioni personali donando al convento una ricca dote (oggi esposta nel museo-sacello), il titolo di "Reale Convento".
Nel 1748 arrivarono i primi Alcantarini che, provvisoriamente, alloggiarono nei pressi della chiesa di San Michele in città vecchia, durante questo periodo i frati comunque curarono il giardino del erigendo convento e il postulante Francesco Antonio Pontillo (Sant'Egidio da Taranto) lavorava come giardiniere nei terreni di proprietà degli alcantarini. Il 2 giugno dello stesso anno si pose la prima pietra e il 18 giugno 1749 fu donato un terreno di circa 3200 m² adiacente al convento per l'ampliamento del giardino conventuale. I lavori di costruzione del convento terminarono nel 1761 e lo stesso anno il convento fu dichiarato guardiania con Padre Serafino dell'Immacolata. La chiesa, invece, fu terminata nel 1794. Il convento e la chiesa divennero successivamente un centro di studio e di cultura rilevante del salento non solo per quanto riguarda la teologia ma anche per le scienze umane, infatti i frati alcantarini dediti allo studio diedero vita a una fornitissima biblioteca che tutt'oggi esiste.
Col la soppressione risorgimentale, precisamente nel 1865, il convento fu tolto ai frati e destinato prima come casa circondariale e poi venduto al comune che lo adibì a museo nazionale. La complessa vicenda della realizzazione di una ‘adeguata’ facciata neorinascimentale all’ex convento di San Pasquale che ospitava il Museo Nazionale di Taranto divenne in breve sia rappresentativa sia simbolica per i nuovi fasti culturali dell’Italia unita tra 1880 e 1905: non a caso vi venne coinvolto, dai primi del Novecento, anche Guglielmo Calderini, allora importantissimo architetto ‘delle Istituzioni’ a Roma, con le sue consulenze, i suoi consigli e i suoi aggiustamenti progettuali. Una vicenda, dunque, che, pur in gran parte oggi dimenticata e nata in origine da intenti prettamente funzionali (l’allestimento di adeguate sale interne di esposizione visto che la collezione si andava sempre più espandendo per i ricchi ritrovamenti della Taranto magno-greca e romana), si era in breve colorata di valenze che un’Architettura ‘del Classicismo’, al contempo «italiana» (del Rinascimento attraverso Vignola e Michelangelo) e antica (romana), era chiamata a identificare e a rendere visibili in uno dei centri principali della modernizzazione del Mezzogiorno d’Italia..La vera inaugurazione di un Museo che potesse davvero dirsi tale avvenne nel 1905: dell’edificio originario era rimasto poco più che l’ingombro, sviluppato intorno ai quattro bracci porticati del chiostro (al corpo originario si aggiunse poi, fra il 1934 ed il 1941, l’ala settentrionale su progetto di Carlo Ceschi), mentre ne era completamente cambiata l’immagine in rapporto alla scena urbana.Guglielmo Calderini venne incaricato dal Ministro dell’Istruzione Pubblica dopo che erano state avanzate diverse proposte da parte del Comune. Il giardino, invece, fu venduto all'asta, prima al comune e poi alla Marina Militare, per la costruzione della base navale.
Solo la chiesa resistì alla soppressione risorgimentale grazie alla caparbietà dei frati, i quali, senza risorse economiche fisse, si sistemarono come dimora provvisoria in alcuni locali nel retro della sacrestia.
Nel 1881 Padre Giuseppe di S.Filomena da Capurso, acquistò dal comune parte del vecchio terreno dei frati per edificarci quello che sarà l'attuale convento.
Nel 1959 il convento ottennero dal comune di Taranto la Casa Natale di Sant'Egidio in città vecchia.
Oggi la chiesa è officiata dai frati minori ed è il principale santuario per il culto a Sant'Egidio da Taranto

## Descrizione

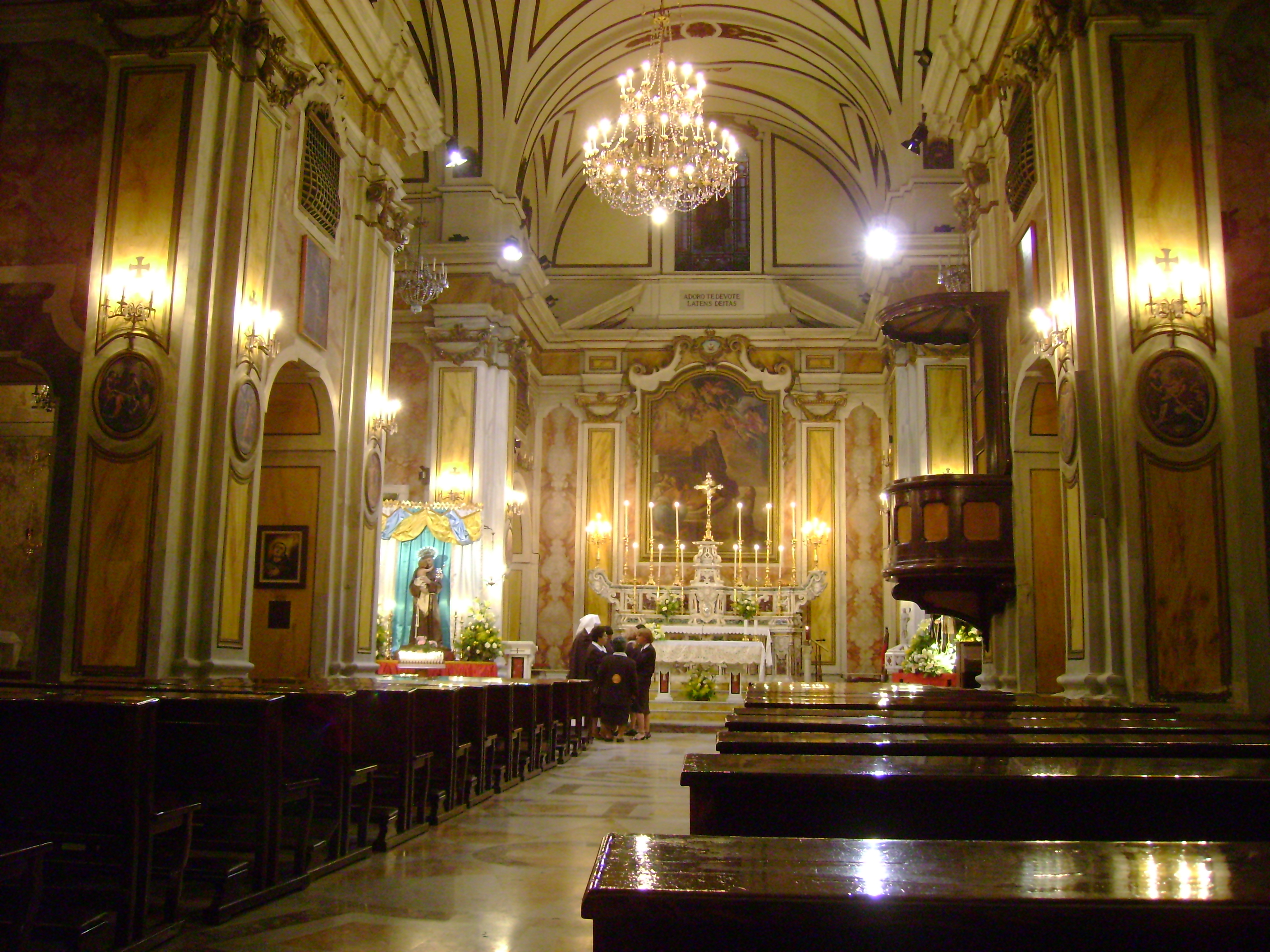
Interno della chiesa

La facciata del tempio risale al 1946 anno in cui la facciata attuale fu costruita in sostituzione della precedente eretta nel 1747
ed è progettata secondo i gusti artistici del periodo dall'architetto Giovanni Mongiello.
La chiesa presenta una pianta a croce latina a tre navate, sulle due navate laterali sono presenti degli altari e due cappelle
quella sul lato sinistro dedicata a sant'Egidio da Taranto e quella parallela al lato destro intitolata alla Madonna del Pozzo di Capurso.

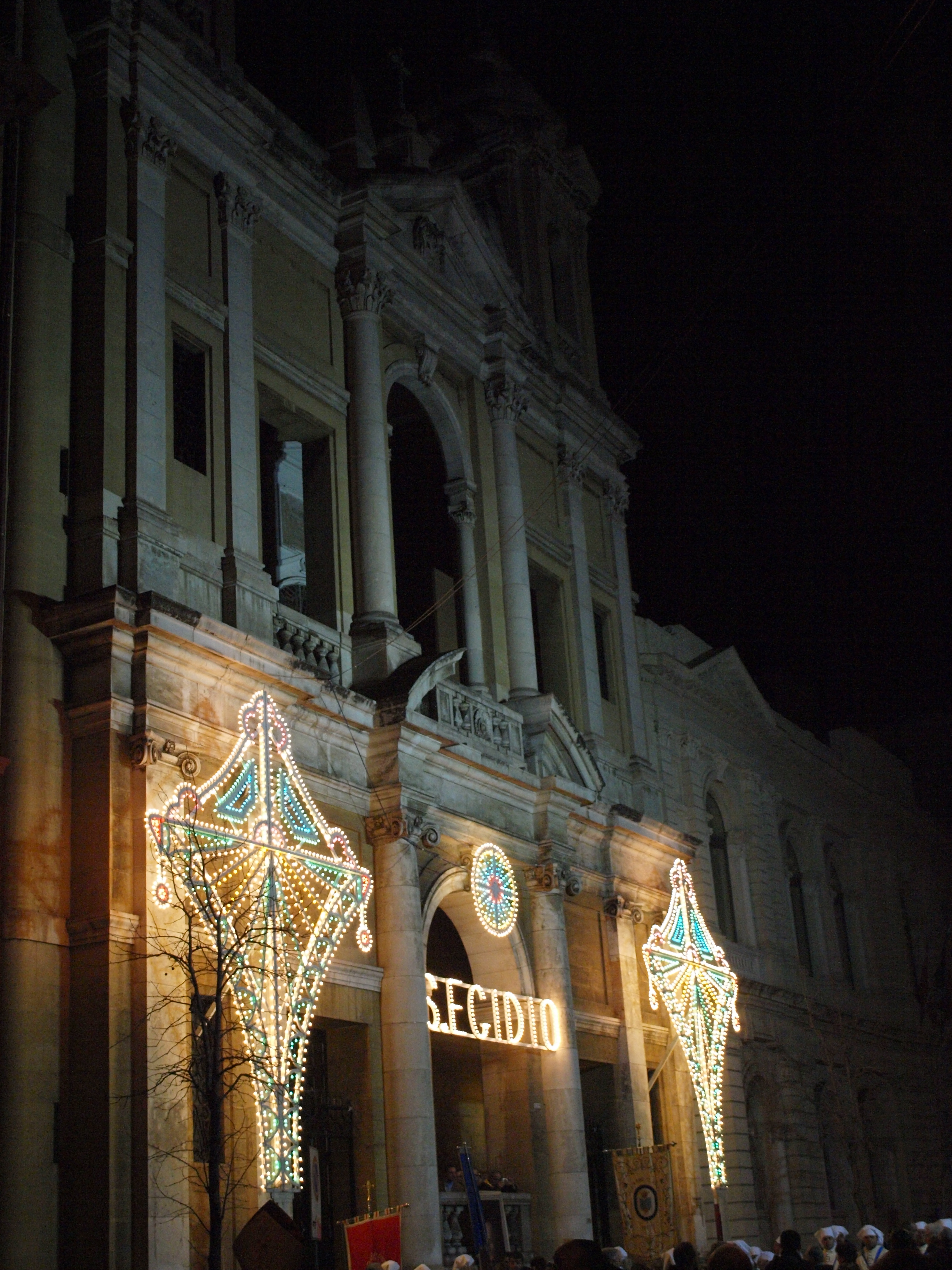
Facciata della Chiesa di San Pasquale illuminata in occasione della festa di Sant'Egidio da Taranto

La chiesa presenta fregi in stile rococò e in stile neoclassico, sugli altari sono presenti pregevoli tele di artisti del Settecento napoletano, la tela più grande è quella posta sull'altar maggiore che raffigura San Pasquale Baylon in estasi di Domenico Carella. Sugli altari laterali sono presenti due altre grandi tele che raffigurano L'Immacolata Concezione contemplata dai santi Antonio e Bonaventura e Le stimmate di san Francesco e l'estasi di san Pietro d'Alcantara
L'altare maggiore è in marmi policromi del XVII secolo e proviene dell'ex-convento di Santa Chiara (Oggi tribunale minorile). La pavimentazione del tempio è in marmi pregiati policromi ed risale al 1956 come testimonia un'incisione sul pavimento stesso.
La chiesa ospita il pregevole museo sacello di Sant'Egidio dove è possibile ammirare ex voto, testimonianze, oggetti appartenuti al santo tarantino e svariati e pregevoli lavori di arte sacra e una pinacoteca che raccoglie molte opere dei maggiori pittori del 700' napoletano ( Giordano, Fracanzano, Giaquinto, Solimena, etc...)

## Organo a canne
L'organo a canne della chiesa è stato costruito dai Fratelli Ruffatti negli anni cinquanta del XX secolo. A trasmissione elettrica, ha due tastiere di 61 note ciascuna ed una pedaliera concavo-radiale di 32.